# Stictoptera subobliqua
Stictoptera subobliqua là một loài bướm đêm trong họ Noctuidae.